# محمد حسن آل ياسين
الشيخ محمد حسن آل ياسين (1931م – 2006م) مؤرخ، باحث، شاعر، رجل دين وعالم شيعي عراقي، كان عضوًا في المجمع العلمي العراقي ومجمع اللغة العربية الأردني.

## نسبه
هو الشيخ محمد حسن بن الشيخ محمد رضا بن الشيخ عبد الحسين بن الشيخ باقر بن الشيخ محمد حسن آل ياسين الخزرجي الكاظمي.

## ولادته ونشأته
ولد في مدينة النجف الاشرف عام 1931، وكان والده آية الله الشيخ محمد رضا آل ياسين المتوفى سنة 1370هـ -1951م، أكبر مرجع في زمانه ترجع إليه الشيعة الإمامية في مختلف البلاد الإسلامية.

## مناصب شغلها
- ترأس الجمعية الإسلامية للخدمات الثقافية.
- أشرف على تحرير مجلة (البلاغ).

## إقامة جبرية
اعتزل الحياة العامة، ولزم داره، فارضا على نفسه الإقامة الإجبارية وذلك بعد اعدام ابن عمته، آية الله العظمى، محمد باقر الصدر سنة 1400هـ \ 1980م.

## أبرز مؤلفاته
1. إبريق : لفظ عربي فصيح : (بغداد - 1420هـ \ 1999م)
2. أبو ذر الغفاري : (بغداد - 1415هـ \ 1995م)
3. أبو الهيثم ابن التيهان : (بيروت - 1417هـ \ 1996م)
4. الأرقام العربية : مولدها، نشأتها، تطورها : (بغداد - 1402هـ \ 1982م)
5. الإسلام بين الرجعية والتقدمية : (النجف - 1380هـ \ 1961م)
6. الإسلام والرق : (بغداد - 1378هـ \ 1959م)
7. الإسلام والسياسة : (بغداد - 1379هـ \ 1960م)
8. الإسلام ونظام الطبقات : (بغداد - 1379هـ \ 1959م)
9. الإمامة : (ط1 - بيروت - 1392هـ \ 1972م) (ط2 - بيروت - 1398هـ \ 1978م) (ط3 - بغداد - 1398هـ \ 1978م)
10. الإمام جعفر الصادق (ع) : (بيروت - 1419هـ \ 1998م)
11. الإمام الحسن بن علي (ع) : (بيروت - 1400هـ\1980م)
12. الإمام الحسن بن علي العسكري (ع) : (بيروت - 1422هـ \ 2002م)
13. الإمام الحسين بن علي (ع) : (ط1 - بغداد - 1415هـ \ 1995م) (ط2 - بغداد - 1427هـ \ 2006م)
14. الإمام علي بن أبي طالب (ع) (سيرة وتأريخ) : (بيروت - 1398هـ \ 1978م)
15. الإمام علي بن الحسين (ع) : (بيروت - 1417هـ \ 1996م)
16. الإمام علي بن محمد الهادي (ع) : (بيروت - 1422هـ \ 2001م)
17. الإمام علي بم موسى الرضا (ع) : (بيروت - 1421هـ \ 2000م)
18. الإمام محمد بن علي الباقر (ع) : (بيروت - 1418هـ \ 1997م)
19. الإمام محمد بن الحسن المهدي (ع) : (بغداد - 1424هـ \ 2003م)
20. الإمام محمد بن علي الجواد (ع) : (بيروت - 1421هـ \ 2000م)
21. الإمام موسى بن جعفر (ع) : (بيروت - 1420هـ \ 1999م)
22. الإنسان بين الخلق والتطور : (القسم الأول) (ط1 - بغداد - 1397هـ \ 1976م) (ط2 - بغداد - 1397هـ \ 1977م) (ط3 - بيروت - 1397هـ \ 1977م)
23. الإنسان بين الخلق والتطور : (القسم الثاني) (بغداد - 1400هـ \ 1980م)
24. بين يدي المختصر النافع : (بغداد - 1377هـ \ 1957م)
25. تأريخ الحكم البويهي في العراق : (الفصل الأول) (بغداد - 1386هـ \ 1966م)، (الفصل الثاني) (بغداد - 1388هـ \ 1968م)
26. تأريخ الصحافة في الكاظمية : (بغداد - 1389هـ \ 1969م)
27. تأريخ المشهد الكاظمي : (بغداد - 1387هـ \ 1967م)
28. جعفر بن أبي طالب : (بغداد - 1407هـ \ 1987م)
29. الحباب بن المنذر : (بغداد - 1415هـ \ 1995م)
30. حجر بن عدي الكندي : (بيروت - 1422هـ \ 2002م)
31. حذيفة بن اليمان : (بغداد - 1415هـ \ 1995م)
32. حمزة بن عبد المطلب : (بغداد - 1407هـ \ 1987م)
33. خزيمة بن ثابت : (بيروت - 1416هـ \ 1995م)
34. الدين الإسلامي : أصوله - نظمه - تعاليمه : (بغداد - 1377هـ \ 1957م)
35. ديوان أبي طالب في صنعتين : (بغداد - 1414هـ\1994م)
36. ديوان مالك بن نويرة : (بغداد - 1422هت \ 2001م)
37. ديوان متمم بن نويرة : (بغداد - 1423هـ \ 2002م)
38. زيد بن حارثة : (بغداد - 1407هـ \ 1987م)
39. زيد بن صوحان : (بيروت - 1415هـ \ 1995م)
40. سعد بن الربيع : (بغداد - 1407هـ \ 1987م)
41. سعد بن عبادة : (بغداد - 1414هـ \ 1994م)
42. سعد بن معاذ : (بغداد - 1407هـ \ 1987م)
43. السلسبيل : لفظ عربي فصيح : (بغداد - 1419هـ \ 1999م)
44. سلمان الخير : (بغداد - 1415هـ \ 1995م)
45. سهل بن حنيف : (بيروت - 1421هـ \ 2001م)
46. السيد علي آل طاووس : حياته - مؤلفاته - خزانة كتبه : (بغداد - 1384هـ \ 1965م)
47. السيد محسن بن الحسن الاعرجي : (بغداد - 1393هـ \ 1973م)
48. الشباب والدين : (ط1 - بغداد - 1395هـ \ 1975م) (ط2 - بغداد - 1396هـ \ 1976م) (ط3 - بغداد - 1397هـ \ 1977م) (ط4 - بيروت - 1397هـ \ 1977م) (ط5 - القاهرة - 1398هـ \ 1978م)
49. شعراء كاظميون (الجزء الأول) : (بغداد - 1400هـ \ 1980م)
50. شعراء كاظميون (الجزء الثاني) : (بغداد - 1414هـ \ 1993م)
51. شعراء كاظميون (الجزء الثالث) : (بغداد - 1423هـ \ 2002م)
52. الصاحب بن عباد : حياته وأدبه : (بغداد - 1376هـ \ 1957م)
53. صعصعة بن صوحان : (بيروت - 1422هـ \ 2001م)
54. صيغة فعّل في العربية : (بغداد - 1400هـ \ 1980م)
55. عباد الرحمن : (بيروت - 1416هـ \ 1996م)
56. عبادة بن الصامت : (بغداد - 1415هـ \ 1995م)
57. عبد الله بن بُديل : (بيروت - 1418هـ \ 1997م)
58. عبد الله بن رواحة : (بغداد - 1407هـ \ 1987م)
59. عثمان بن حنيف : (بيروت - 1423هـ \ 2002م)
60. العدل الإلهي بن الجبر والاختيار : (ط1 - بغداد - 1389هـ \ 1969م) (ط2 - بيروت - 1392هـ \ 1972م) (ط3 - بغداد - 1398هـ \ 1978م) (ط 4 - بيروت - 1400هـ \ 1980م)
61. على هامش كتاب «العروة الوثقى» : (بغداد - 1394هـ \ 1974م)
62. عمار بن ياسر : (بيروت - 1420هـ \ 1999م)
63. عمرو بن الحمق الخزاعي : (بيروت - 1422هـ \ 2002م)
64. في رحاب الإسلام (مسائل فقهية بين المادية والإسلام) : (بيروت - 1405هـ \ 1984م)
65. في رحاب الرسول(ص) : (ط1 - بيروت - 1416هـ \ 1996م)(ط2 - بغداد - 1424هـ \ 2003م)
66. في رحاب القرآن : (بغداد - 1388هـ \ 1969م)
67. فيْعِل ام فعيل (عمان - 1401هـ \ 1981م)
68. قيس بن سعد بن عبادة : (بغداد - 1425هـ \ 2004م)
69. الله بين الفطرة والدليل : (ط1-بغداد - 1389هـ \ 1969م)
70. لمحات من تأريخ الكاظمية : (بغداد - 1390هـ \ 1970م)

## وفاته
توفي في داره في مدينة الكاظمية، قبيل غروب يوم السبت 26 جمادى الاخرة سنة 1427هـ \ 2006 م، وشيع صبيحة اليوم التالي.